# Never Gonna Be Alone
«Never Gonna Be Alone» —en español: «Nunca estarás sola»— es el sexto sencillo del álbum de estudio Dark Horse, de la banda canadiense Nickelback. La canción es una balada potente similar a otros éxitos de la banda como: "I'd Come For You, Far Away y Gotta Be Somebody.

## Antecedentes
La canción hizo su debut en Norteamérica en Montreal mediante hot adult contemporary y la radio CJFM-FM (Mix 96, ahora Virgin Radio) en diciembre de 2008, sin embargo, aún no había salido como sencillo cuando la estación lo la reproducido. También está recibiendo rotación en CKRV-FM en Kamloops, Columbia Británica y muchas otras estaciones de radio canadienses.
La canción aparece en la banda sonora de la telenovela brasileña: Caminho das Índias.
Fue utilizada en el evento anual de WWE Tribute to the Troops 2009, para mostrar los momentos donde John Cena visita a los soldados.
La banda tocó la canción en vivo por primera vez, en el show de apertura del verano de 2010 parte de la gira Dark Horse en Atlantic City el 3 de abril de 2010.

## Vídeo musical
El vídeo musical fue dirigido por Nigel Dick y lanzado el miércoles 11 de noviembre de 2009 en la página de Twitter de Roadrunner Records. El vídeo se estrenó mundialmente en YouTube. Cuenta una historia agridulce de una mujer joven que ha perdido a su padre. El video comienza con la joven en una limusina que está tomando para llegar a su boda. Ella está sosteniendo una flor azul falsa con su ramo. Mientras camina por el pasillo, ella mira a su madre y su padre, que está sonriendo con orgullo. La escena se corta y regresan a su graduación de la escuela secundaria, donde su padre vuelve sonreír y aplaudir para ella cuando ella recibe su diploma. El vídeo retrocede otras tres veces, la primera con el padre de la chica al verla cuando va a su baile de graduación y la segunda con él le enseñaba a ir en bicicleta. El flashback final muestra el funeral de su padre, la joven es sólo una niña. Ella está sosteniendo dos flores falsas en la mano, una amarilla y una azul (la azul es similar a la de su boda). Ella deja caer la amarilla en la tumba de su padre. Los acontecimientos de los flashbacks se muestran de nuevo desde una perspectiva diferente, cada vez que la niña mira a su padre , lo ve desaparecer en un destello de luz. De vuelta a la boda, la chica sigue mirando hacia atrás, viendo el fantasma de su padre envuelto en la luz. Ella se da cuenta de que todavía ha estado ahí para ella todo el tiempo, incluso en la muerte. La muchacha coloca la flor azul en el bolsillo del pecho de su marido, y se casan. A medida que se van de la iglesia, el video toma a su padre una vez más, sonriendo con orgullo. Él desaparece por última vez, su hija ahora totalmente ha crecido. El vídeo se intercalan con escenas de la banda cantando en una habitación con un gran y luminoso telón de fondo.

## Posiciones en las listas
| Listas (2009–10)                    | Mejor posición |
| ----------------------------------- | -------------- |
| Australia (ARIA Singles Chart)      | 64             |
| Austria (Ö3 Austria Top 40)         | 73             |
| Canadá (Hot 100)                    | 25             |
| Estados Unidos (Billboard Hot 100)  | 58             |
| Estados Unidos (Adult Contemporary) | 17             |
| Estados Unidos (Pop Songs)          | 28             |
| Estados Unidos (Adult Pop Songs)    | 5              |
| Japón (Hot 100)                     | 97             |
| Países Bajos (Dutch Top 40)         | 37             |
| Portugal (Singles Chart)            | 46             |
| Reino Unido (UK Rock Chart)         | 1              |